# 邹强
邹强（1915年—1979年），又名道内，男，江苏南通人，中华人民共和国政治人物。

## 生平
1932年进上海大同大学数学系，毕业后参加国军第五十七军111师常恩多部政训处工作，之后转战苏北、皖北等地。1941年，任教于如东潮桥南通商益中学和丰利南通女师。1943年，任中共南通县委联络部部长。l944年12月，任南通县县长。1949年9月任南通市人民政府市长。曾任南通市第二、三届各界人民代表会议协商委员会主席。文化大革命中受到迫害。